# ناحیه مکمن بن عمار
ناحیه مکمن بن عمار (به عربی: دائرة مکمن بن عمار) یک ناحیه در الجزایر است که در استان نعامه واقع شده‌است. ناحیه مکمن بن عمار ۵٬۴۷۸ نفر جمعیت دارد.